# Кай Холст
Кай Крістіан Мідделтон Холст (24 лютого 1913, Ліллегаммер — 27 червня 1945, Стокгольм) — норвезький моряк, хутровий фермер та боєць руху опору під час Другої світової війни. Коли в 1942 році гестапо розігнало керівництво Мілорга, він обійняв провідну роль в організації та разом з Єнсом Крістіаном Хауге брав участь у відновленні центрального керівництва (Sentralledelsen, SL) Мілорга. Восени 1943 року Холст був змушений покинути Норвегію і залишався у Швеції до звільнення Норвегії у 1945 році.
Холста пам'ятають як за його роботою в норвезькому спротиві, так і за обставинами його смерті в Стокгольмі 1945 року. Про смерть Холста на той час говорили так багато, що керівництво Мілоргу опублікувало заяву в норвезькій газеті Aftenposten у липні 1945 року. Шведська та норвезька влада офіційно дійшли висновку, що Холст скоїв самогубство, але його родина та багато його друзів і колег дотримувалися думки, що Холста було вбито.

## Передісторія
Кай Холст народився та виріс у місті Ліллегаммер. Він був сином бізнесмена Крістіана Холста та Інги Холст, уродженої Расмуссен, обоє родом зі Ставангера. Після початкової школи Холст навчався в середній школі та проходив професійну підготовку в Ліллегаммері. Через кілька років після конфірмації він знайшов роботу моряка, а в 1930—1933 роках плавав на судні «Брагеланд» (Brageland), що належало норвезькій судноплавній компанії Sydamerikalinjen, потім перейшов на судно «Дагільд», що належало норвезькому судновласникові Дітлеву-Сімонсену.
У 1933 році він закінчив кар'єру моряка і став хутровим фермером у Месналі, на схід від Ліллегаммера. Холст захворів на туберкульоз, і незадовго до початку Другої світової війни переніс серйозну операцію, пов'язану з туберкульозом легенів.
З грудня 1944 року і до своєї смерті він був одружений з Маргаретою Корнеліуссен, дочкою Рагнара Корнеліуссена, президента тютюнової фабрики Tiedemann та члена правління Industriforbundet, та Монни Моргенштірне Ролл. Таким чином, він був зятем генерал-майора Оле Отто Пауса, який був одружений на сестрі його дружини Ельзі.

## Робота з опором

### Підпільна робота в Норвегії

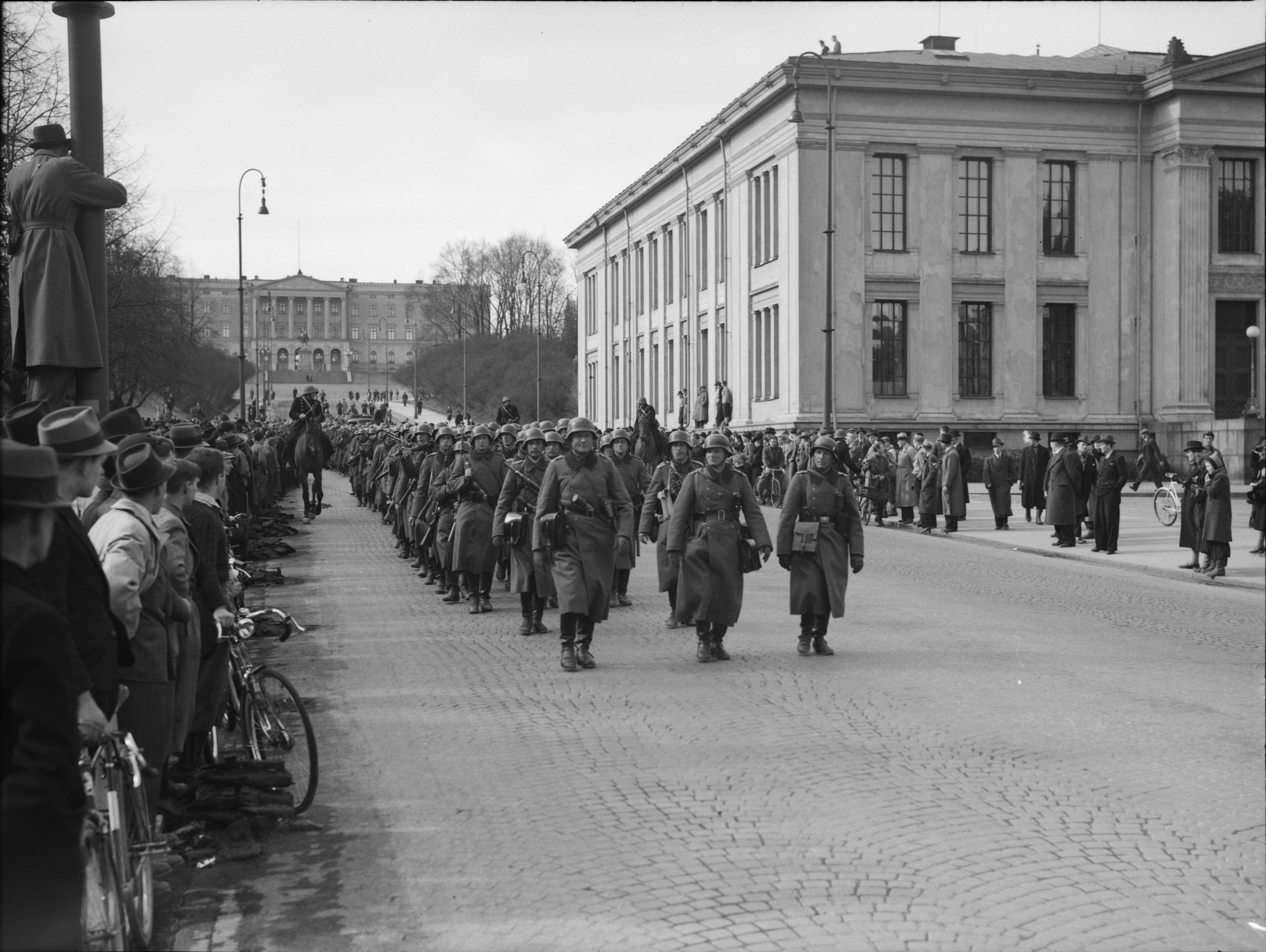
Окупація Норвегії, німецькі солдати марширують головною вулицею Осло у квітні 1940 року

Після вторгнення та окупації Норвегії нацистською Німеччиною, Холст, незважаючи на погане здоров'я, почав співпрацювати з головною норвезькою організацією опору «Мілорг». Він був завербований у 1941 році своїм зятем, офіцером Ларсом Хейєрдалом-Ларсеном, і незабаром отримав важливі завдання та здобув репутацію найбільш орієнтованої на дії людини в секретаріаті центрального керівництва (Sentralledelsen). З 1942 року Холст працював кур'єром, створив систему переховування біженців «Мілорг» (квартири, де переховувалися бійці опору перед «експортом» до нейтральної Швеції) та мав тісний контакт з такими ключовими діячами опору, як Оле Борге та Єнс Крістіан Хауге. Кай Холст, за словами професора Торе Прайзера, зіграв важливу роль у навчанні Хауге різних необхідних навичок: «Багато в чому саме Холст навчав недосвідченого Хауге».
У цей час Холст тісно співпрацював з Хауге, і протягом пів року вони жили в одній квартирі під прикриттям. Подруга і майбутня дружина Холста піклувалася про обох чоловіків і сама була залучена до роботи на користь опору. У своєму звіті про роботу під час війни Єнс Крістіан Хауге дуже схвально відгукнувся про «Кака», як неофіційно називали Холста, і особливо визнавав його серед своїх колег. Коли Йомар Брун (відомий своєю участю у виробництві важкої води в Норвегії) та його дружина були змушені втекти до Швеції, саме Холст через начальника зв'язку Мілорга Сальве Стаубо організував для подружжя конспіративну квартиру в Осло. Також саме Холст через Стаубо завербував легендарного начальника озброєння Мілорга Брора Віта.
Незважаючи на те, що Кай Холст ніколи не обіймав жодної офіційної керівної посади в Мілорг, він відігравав важливу роль у практичній роботі організації, і був особливо важливим для Мілорга восени 1942 року, коли кілька лідерів були заарештовані гестапо або змушені були втекти до Швеції. Холст брав участь у зборах на рубежі 1942 року, коли Мілорг було реорганізовано, а Єнс Крістіан Хауге обійняв посаду генерального інспектора (відомого як «великий І»).
Окрім того, що Холст був зв'язковим між керівництвом Мілорга та його районними організаціями, він також був зв'язковим з незалежними від Мілорга групами опору. До них належали Ослогенген з Гуннаром Сонстебі, групи XU, Асбйорна Бріна, 2A та Група Освальда (також відома як Група Сунде на честь її лідера Асбйорна Сунде). Співпраця з комуністами та їхня нижча безпека ледь не призвела до того, що Холст потрапив до рук гестапо. Холст відіграв важливу роль під час підпалу Групою Освальда офісу трудової служби в Пілестредеті в Осло 20 березня 1943 року, на який нерішуче погодився Мілорг, метою якого було знищення архівів про людей, призначених на примусову трудову службу нацистському режиму.
Незважаючи на погане здоров'я, Холст багато працював і взяв на себе кілька небезпечних завдань, серед яких були зустрічі з людьми, яких підозрювали у співпраці з німецькими спецслужбами. Холст також організовував загони для ліквідації небезпечних німецьких і колабораціоністських норвезьких агентів. Холст був досвідченим агентом під прикриттям, повністю усвідомлював ризик бути спійманим і завжди носив із собою пістолет і отруйну пігулку, щоб у випадку, якщо його спіймають, накласти на себе руки, але при цьому не розкривати інформацію про організацію.

### Втеча до Швеції

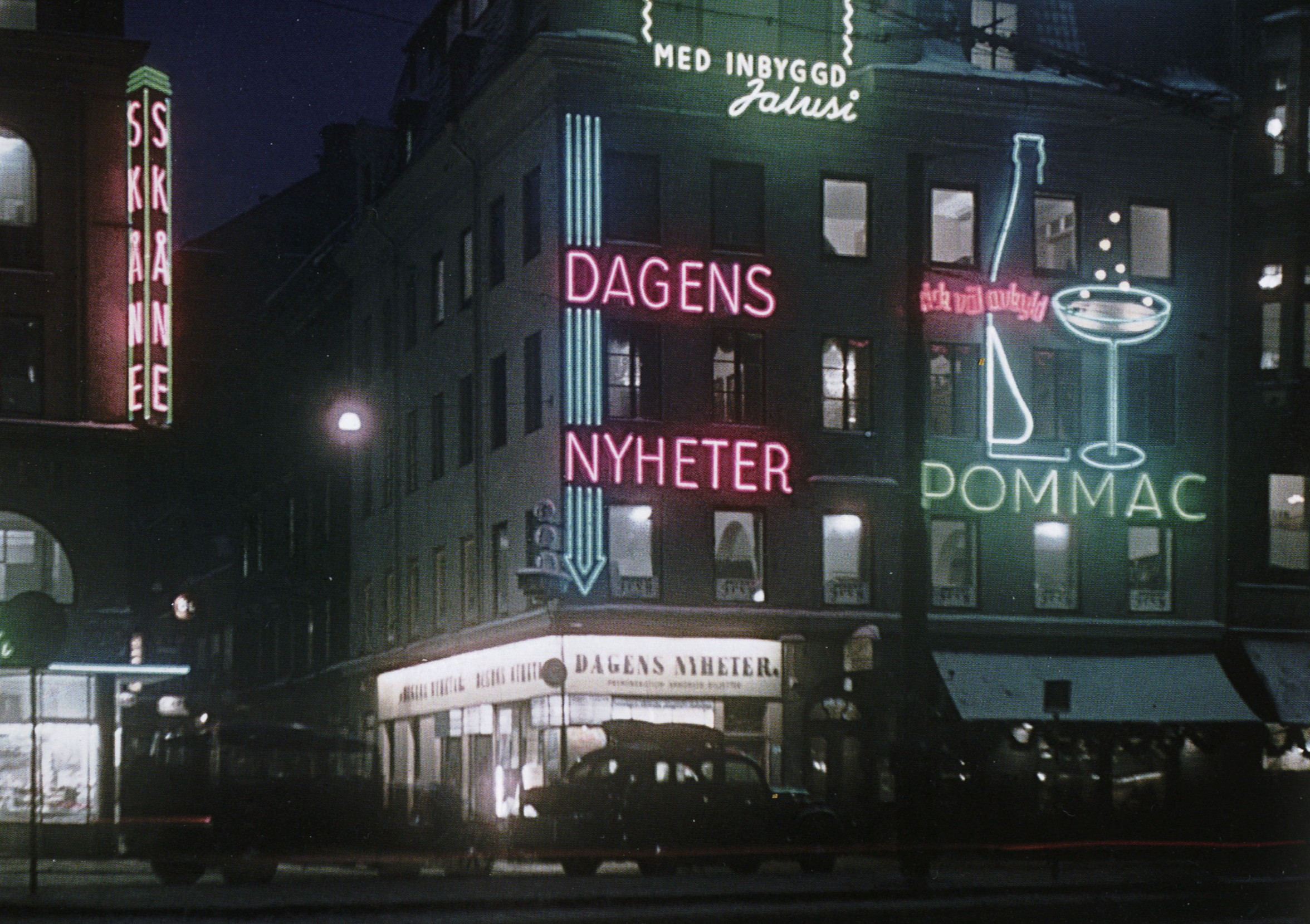
Стуреплан у Стокгольмі в 1943 році

Влітку 1943 року Холст був змушений втекти до нейтральної Швеції. Після того як він сховався на звірофермі в Месналі, 5 серпня його супроводив через кордон провідник у Свінесунді. При в'їзді до Швеції його заарештували, і він пояснив, що змушений був тікати, оскільки без дозволу мав радіоприймач, слухав новини з Лондона і передавав їх іншим. Він нічого не сказав про свою роботу в Мілорг. Після допиту шведською владою в Стремстаді, як біженця з Норвегії, його відправили до К'єсетера, і після подальшого допиту там дали дозвіл на виїзд до Стокгольма.
У Стокгольмі Холст працював у норвезькій місії, працюючи у військовому відділі № 4 (Mi4) в офісі за адресою Skeppargatan 32 на Естермальмі. Він займався постачанням для сил опору в Норвегії, і одним з його завдань була організація кур'єрських перевезень до Норвегії та з Норвегії. Частина роботи Холста для норвезького опору була нелегальною в нейтральній Швеції. Принаймні одного разу Холста заарештувала шведська поліція, але швидко відпустила. Арешт був пов'язаний з невдалою спробою Холста організувати кур'єрський маршрут через Магнор за допомогою шведа з місцевими зв'язками та ще одного норвежця. Після війни з'ясувалося, що ці двоє перебували на службі німецької розвідки, Абверу. Холст добре організовував і здобував спорядження та мав багато контактів, одним з яких була радянський посол у Швеції Олександра Коллонтай, у якої він придбав кілька пістолетів.
У листопаді 1944 року Холст був причетний до нелегальної купівлі зброї та отримав попередження від шведської поліції безпеки «Сепо». Приблизно в той же час Холст був згаданий «Сепо» у зв'язку зі шпигунською справою, до якої був причетний норвезький розвідник Фінн Якобсен. Однак шведська влада не змогла допитати Холста, оскільки він мав дипломатичний імунітет. Фінн Якобсен працював на Британську Секретну розвідувальну службу (SIS) і співпрацював з Холстом, постачаючи британцям розвідувальні дані з Норвегії, без відома норвезької місії в Стокгольмі, якій SIS не повністю довіряла. Холст був активістом і, ймовірно, симпатизував групам опору, пов'язаним з акціями, таким як 2A та група Освальда, а також так званому спортивному відділу (Idrettskontoret) у норвезькій місії, яке очолював Гаральд Грам.
Холст одружився з Маргарет Корнеліуссен 19 грудня 1944 року в Стокгольмі.

## Мир і смерть

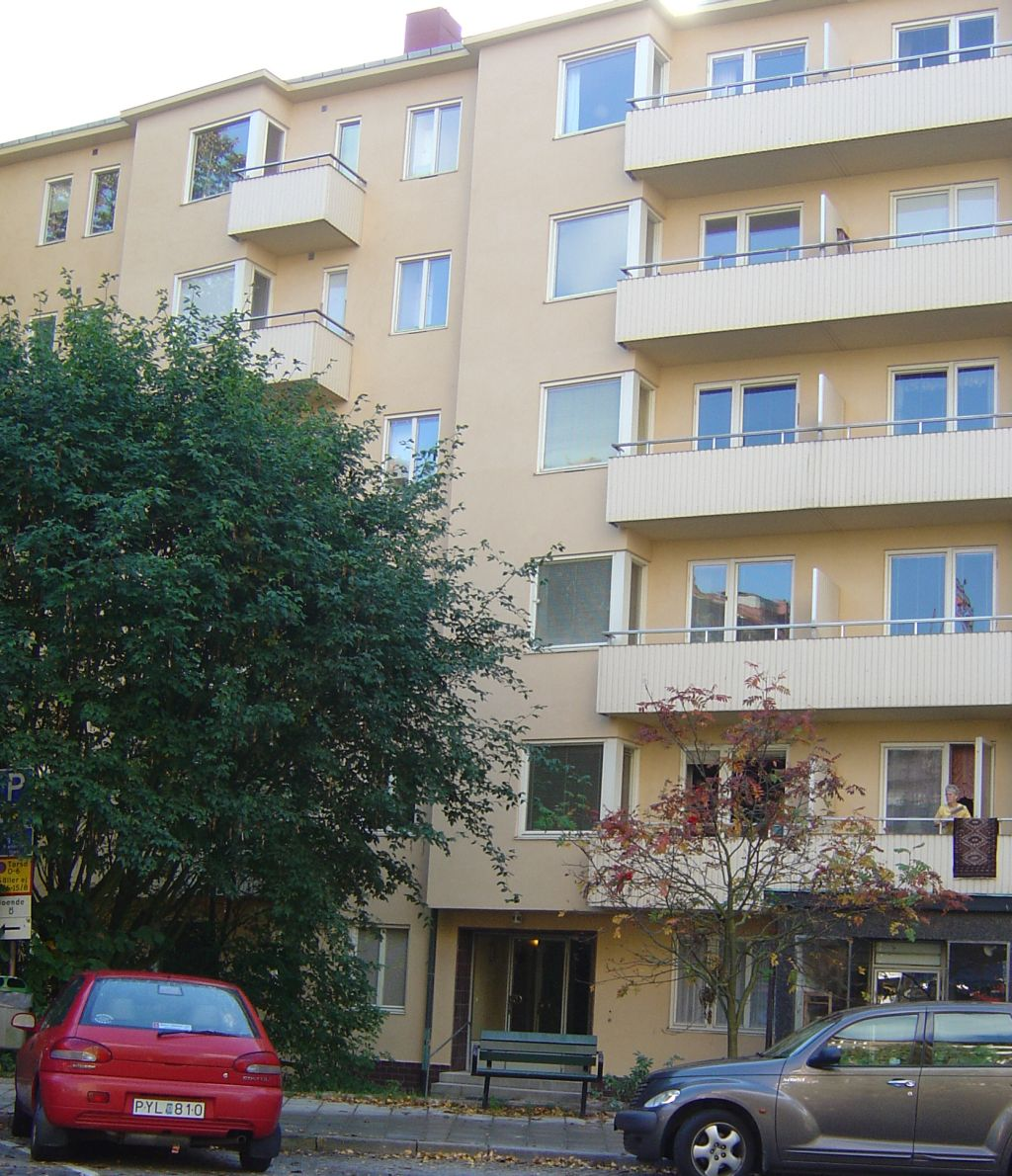
Багатоквартирний будинок у Стокгольмі, де знайшли мертвим Кая Холста, Ріндогатан 42 на вулиці Ґердет

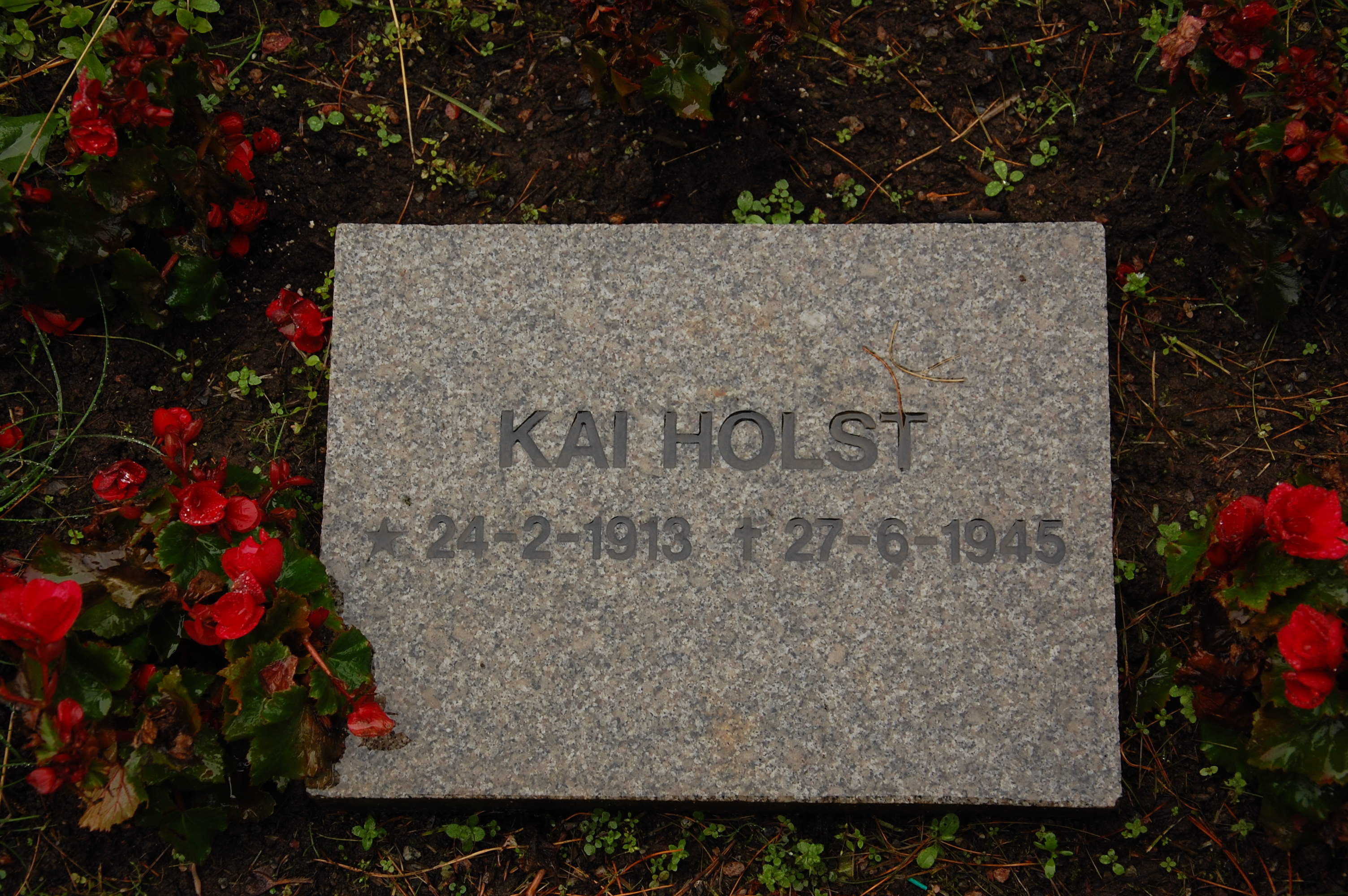
Могила Кая Холста у Вестре Гравлунді в Осло

Після капітуляції Німеччини у травні 1945 року Холст працював над закриттям різних баз зберігання, які норвезькі бійці опору створили на шведській землі, а також подорожував між Швецією та Норвегією. 23 червня він прибув до Норвегії автомобілем зі Стокгольма, а рано вранці 26 червня супроводжував британські та норвезькі війська під час обшуків, що проводилися у німецьких військових таборах у штаб-квартирі Вермахту в Ліллехаммері.
Того ж дня він несподівано повернувся до Стокгольма, а вранці 27 червня був знайдений мертвим на вершині сходового майданчика в багатоквартирному будинку за адресою Ріндогатан 42 на Ґардеті. Його знайшла дружина швейцара, застреленого в праву частину голови, у калюжі крові на вершині сходів, біля дверей до ліфтової кабіни. Кількома годинами раніше вона знайшла його рюкзак і дорожню сумку біля входу. При тілі було знайдено 1200 норвезьких крон, велику суму на той час (що дорівнює понад 20 000 норвезьких крон або понад 3000 доларів США у 2012 році), що, здавалося б, виключає пограбування як мотив для вбивства.
За даними шведської поліції, Холст подзвонив у двері й був впущений одним з мешканців, але після цього більше не відвідував цю квартиру. Поліцейський, який першим побачив тіло, повідомив, що пістолет (власний Холста, іспанський кольт Llama Colt калібру 9 мм) був у правій руці Холста, з пальцем на спусковому гачку. Пістолет був вилучений поліцейським до прибуття кримінальної поліції. На місці події немає жодної фотографії чи ескізу тіла, лише фотографії з розтину.
Незважаючи на те, що справа розслідувалася як можливе вбивство, шведська поліція швидко дійшла висновку, що це було самогубство. Криміналісти провели експертизу зброї, знайденої в руці Холста, і встановили, що це та сама зброя, з якої була випущена куля, знайдена на сходах, де Холст був знайдений мертвим. З 28 мешканців будинку лише троє були допитані поліцією під час розслідування. Окрім обмеженого допиту можливих свідків, у розслідуванні було кілька інших недоліків: не було детального опису місця, де його знайшли, і не була зафіксована інформація, яка зазвичай збирається під час розслідувань вбивств.
Кай Крістіан Мідделтон Холст похований на кладовищі Вестре Гравлюнні в Осло. Могила позначена простим надгробком, на якому викарбувані його ім'я, дата народження та смерті.

## «Справа Холста»

### Самогубство чи вбивство?
Родина Холста, багато його друзів та колег по руху опору, серед яких Ганс Рінгвольд та Ерік Майре, дотримувалися думки, що Холста було вбито. Серед версій, висунутих колегами та друзями щодо можливого вбивства, була ліквідація іноземною розвідкою, чи то з Німеччини, Швеції, Радянського Союзу чи США.

### Загрози
Родина Холста провела власне розслідування щодо його смерті Сестра Холста, Ельза Хейєрдал-Ларсен, звернулася до норвезької влади, але її застерегли від розслідування справи, оскільки це може бути небезпечно. Оле Отто Паус, тодішній армійський капітан, пізніше генерал-майор, був одружений з сестрою вдови Холста, і в 1945 році в Осло він бачив документи з поліцейського розслідування, коли намагався перевірити справу. Пауса особливо занепокоїло те, що Холст купив квитки в спальний вагон зі Стокгольма до Осло для своєї дружини й для себе наступного дня після того, як його знайшли мертвим. Коли через два роки він захотів знову перевірити документи, їх вже не було.
Пауса попередив високопоставлений норвезький офіцер поліції, юрист Олав Свендсен, колишній начальник юридичного відділу (норвезькою: Rettskontoret, норвезька розвідувальна організація в нейтральній Швеції) від подальшого розслідування смерті Холста. Цей же офіцер поліції також пригрозив вдові та дружині Холста, щоб вони залишили цю справу. Оле Отто Пауса також застеріг міністр оборони, генерал-лейтенант Оле Берг (колишній начальник військового відділу Мі2 і Мі4 при норвезькій місії в Стокгольмі) від подальшого розслідування справи, оскільки він ризикував своїм життям, займаючись цим.

### Оновлені дослідження
У 1990-х роках родичі Холста звернулися до адвоката Яна Хефті Блера. Блер звернувся до Rettsmedisinsk institutt (Норвезький інститут судмедекспертизи) з проханням провести повторний розтин тіла Холста. Патологоанатом Олвінг заявив: «Результати розтину не вказують на те, що це могло бути самогубство. Однак немає нічого, що виключає, що це могло бути вбивство». На основі заяв генерал-майора Пауса справою зайнялося Міністерство юстиції та громадської безпеки, а в 1995 році історик Тронд Берг перебував у Стокгольмі й отримав можливість ознайомитися з матеріалами шведської поліції безпеки Säpo, які стосувалися справи Холста. За словами міністра юстиції Грете Фаремо, ніякої нової інформації не було знайдено.
Професор Магне Скодвін з Норвезького музею опору дослідила цю справу того ж року. Музей використав матеріали, зібрані суддею Верховного суду у відставці Ейнаром Льохеном від імені Оле Борге, одного з лідерів та ветеранів Мілорга, який вважав, що Холста було ліквідовано. Борге та Лехен вважали, що саме комуністи вбили Холста, і такої ж думки дотримувався колишній агент XU Віґґо Льонер. Професор Скодвін відзначив певні недоліки в поліцейському розслідуванні, але дійшов висновку, що з матеріалів випливає, що причиною смерті було самогубство.

### Питання
Серед дивних обставин справи є те, що досьє на Холста у шведській поліції безпеки було вилучено з архіву. Професор Торе Прайзер стверджує, що з тим рівнем деталізації, з яким Säpo розслідувала подібні справи, таке досьє повинно було існувати: «Все вказує на те, що інформація про Холста була знищена». Однак є деяка інформація, що стосується Холста, в досьє на трьох інших осіб. Показання свідків про його місцезнаходження, коли він прибув до Стокгольма, і про те, з ким він був у ніч своєї смерті, також суперечливі.
Холста знайшли мертвим у багатоквартирному будинку, де знаходилася квартира прикриття німецької розвідувальної організації Абвер, а в сусідньому будинку мешкав агент британської SIS. Чоловіком, який відчинив двері через домофон, був Сванте Хольгер Ахресон, знайомий Холста. Згідно із заявою Ахресона до шведської поліції, він почув лише бурмотіння, подумав, що хтось помилився квартирою, і повернувся до ліжка, коли до нього ніхто не прийшов. За словами доньки Ахресона, Холст мав з ним домовленість про надання притулку норвезьким бійцям опору, яким загрожувала небезпека, і тому Холст був у тісному контакті з Ахресоном, а не з якимось віддаленим знайомим. За її словами, які суперечать тому, що він розповів шведській поліції, Ахресон впізнав голос Холста в домофоні, чекав на його появу у квартирі, чого не сталося, але зафіксував, що ліфт проїхав, почув голоси, а потім постріл.
За даними шведської поліції, Холст був знайдений з пістолетом у правій руці, що було розцінено як ознака самогубства. Експерти зі зброї, однак, стверджують, що дуже незвично, коли пістолет залишається в руці мертвої людини, оскільки віддача в поєднанні з майже миттєвою втратою м'язової сили призводить до того, що зброя випадає з руки. Те, що тіло було знайдено з пістолетом у правій руці, також викликало бурхливу реакцію родини, оскільки, за їхніми словами, Холст був лівшею. У 32-сторінковому звіті шведської поліції про цю справу висновок про самогубство написаний лише в одному місці: на першій сторінці судово-медичний патологоанатом, який проводив розтин тіла Холста, написав Suicidum, що латиною означає «самогубство». Той самий лікар, який у своєму звіті про розтин не зробив жодного висновку про те, як саме помер Холст — самогубство чи вбивство, підписав поліцейський звіт, але, на думку шведських експертів з почеркознавства, підпис був підроблений.
Начальник Холста в Стокгольмі в 1945 році, Володимир Мерч Ханссон, заявив, що Холст отримував погрози вбивством, і не знайшов пояснення відсутності шведської допомоги в розкритті цієї справи.
Одд Фейдт, активний член групи опору 2A і в 1943 році керівник Sambandskontoret (норвезької розвідки в нейтральній Швеції), заявив, що за Холстом стежили під час його останньої поїздки з Ліллехаммера до Стокгольма, і що смерть Холста може бути пов'язана зі співпрацею між норвезьким Rettskontoret та шведською розвідувальною організацією C-byrån.

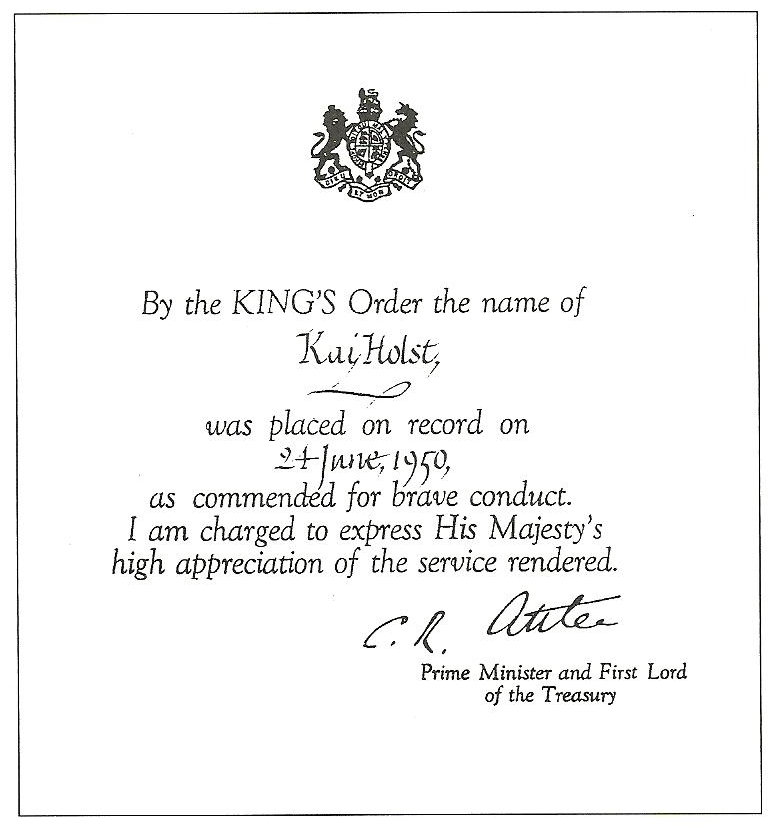
Грамота, в якій Кай Холст посмертно нагороджується британським королем за хоробру поведінку та отримує подяку за надані послуги. Документ було опубліковано 24 червня 1950 року та підписано прем'єр-міністром Великої Британії Клементом Еттлі.

Шведський професор Інгвар Берґстрем, який під час війни працював на C-byrån у Гетеборзі, вважав, що Холста було вбито. Спочатку він заявив, що ліквідація була наказана на «високому рівні в Мілоргу», але згодом, після консультацій з відставним ландсгевдінгом та істориком Пером Нюстремом, змінив свою думку, вважаючи, що це було зроблено шведами у співпраці з норвежцями. Близький соратник Холста під час війни, лідер «Мілоргу» Єнс Крістіан Хауге, був підданий критиці за відмову допомогти пролити світло на цю справу. У зв'язку з висвітленням справи в пресі в 1994 році Хауге зробив заяву для преси, в якій заявив, що не має жодних конкретних знань про цю справу, і завершив її наступним: «Для мене і для всіх товаришів Кая Холста, які залишилися в живих, було б великим полегшенням, якби ця сумна справа була розкрита».

### Операція «Кіготь»
Виникало питання, чи могла смерть Кая Холста бути пов'язана з його завданням у Ліллехаммері, і цю гіпотезу висунув історик Торе Прайзер. Холст міг мати при собі інформацію з Ліллехаммера, яка могла зашкодити операції, пізніше відомій як «Операція Кіготь» (норвезькою Lillehammer-kuppet). Одд Фейдт стверджував, що коли Холст повернувся до Стокгольма, за ним стежили з того моменту, як він перетнув норвезько-шведський кордон. Інформація про операцію «Кіготь» була засекречена в повоєнні роки, і навіть сьогодні не вся доступна. Звіт у Британському національному архіві засекречений до 2020 року.
Кай Холст так і не отримав жодної нагороди від норвезької влади за свої воєнні дії, попри те, що його начальник Володимир Мерч Ханссон рекомендував її раді сил опору в січні 1946 року. Однак 24 червня 1950 року король Великої Британії Георг VI посмертно нагородив його за хоробру поведінку. Виникло питання, чому Британія вирішила вшанувати Холста, адже він ніколи офіційно не працював на британців. Торе Прайзер висунув тезу, що Холст, який крім роботи на Мілорг також служив у британській SIS, був убитий шведською розвідкою, щоб завадити йому повідомити SIS про операцію «Кіготь».

## Документальні фільми
- Göran Elgemyr: Den mystiska kofferten från Lillehammer and Liket på Gärdet i Stockholm, Sveriges Radio P-1, 17 і 20 квітня 1992 р.
- «Mysteriet Holst» (Таємниця Холста), Ekkofilm, 2012,[19] транслювалася Норвезькою телерадіомовною корпорацією (NRK) 1 квітня 2013 року та Шведською телерадіомовною корпорацією (SVT) у травні 2013 року.